# Broadcast (datornätverk)

Grafisk illustration av broadcast

Broadcast är en term inom datorkommunikation som innebär att paket som skickas mottages av alla på nätverket. I motsats till enkelsändning är som sagts informationen som skickas adresserad till alla noderna i nätverket, vilket även namnet tyder på (broadcast kan tolkas som "bredsändning").
Inte alla former av nätverk stödjer broadcastning. Det finns inte heller någon form av broadcastning som skulle fungera på ett nätverk stort som Internet, utan broadcastning är huvudsakligen i bruk vid lokala nätverk (LAN). Nämnvärt här är Ethernet och Token Ring, där påverkan på prestanda genom att man använder broadcastningteknik, inte blir lika stor som den hade blivit på ett stort nätverk (Wide Area Network, WAN).
Både Ethernet och IPv4 använder sig av adresser bestående av endast ettor för att indikera ett paket som ska "broadcastas". Token Ring använder ett speciellt värde i kontrollfältet för IEEE 802.2 (Logical Link Control).
På grund av dess "hagelgevärs-liknande" synsätt på distribution av data, ersätts broadcastning allt mer med flersändning. IPv6 stödjer ingen form av broadcast.